# Catasto florentin de 1427
Le catasto de 1427 est un recensement de la ville de Florence et de son contado promulgué le 22 mai 1427. Il fait une liste exhaustive de tous les sujets florentins et de leurs biens, afin d'adapter et rendre plus égalitaire la fiscalité.
Il dénombre 264 210 personnes, composant un total de 59 770 feux sur l'ensemble de la cité de Florence et de son contado.
Le catasto constitue une source majeure dans l'histoire de la démographie et de la nuptialité en Toscane au XVe siècle.